# Urotheca myersi
Espèce
Statut de conservation UICN

 DD  : Données insuffisantes
Urotheca myersi  est une espèce de serpents de la famille des Dipsadidae.

## Répartition
Cette espèce est endémique du Costa Rica.

## Étymologie
Cette espèce est nommée en l'honneur de Charles William Myers.

## Publication originale
- Savage & Lahanas, 1989 : A new species of colubrid snake (genus Urotheca) from the Cordillera de Talamanca of Costa Rica. Copeia, vol. 1989, no 4, p. 892-896.